# El hormiguero
El hormiguero es un programa de entrevistas de televisión español para el canal Antena 3. Cuenta con entrevistas a celebridades, contenidos de tertulia política, humor, magia y divulgación científica.
Fue estrenado el 24 de septiembre de 2006 en el canal Cuatro, donde estuvo emitiéndose hasta el 30 de junio de 2011. El 5 de septiembre de 2011 cambió de cadena, dando el salto a Antena 3.
Su primera y segunda temporada (2006-2008) fueron producidas por Gestmusic. La primera temporada se grabó en los estudios de Sant Just Desvern, Barcelona. Desde 2008 pasó a ser producido por 7 y Acción, productora creada por el presentador del programa, Pablo Motos, y Jorge Salvador, realizándose desde los estudios de la calle de Alcalá, 518, Madrid. Comenzó como un programa de emisión semanal en la tarde de los domingos, pero en la segunda temporada dio el salto al prime time.
Es presentado y dirigido por Pablo Motos, siendo su presentadora suplente Nuria Roca, en colaboración con las hormigas Trancas, Barrancas y Petancas. El programa cuenta también con las colaboraciones de Marron, El Monaguillo, Nuria Roca, Juan del Val, Cristina Pardo, Tamara Falcó, Pilar Rubio y Luis Piedrahita, entre otros.
Desde que el formato está en Antena 3 la audiencia ha ido aumentando consecutivamente cada temporada. El máximo histórico de espectadores del programa fue el 30 de enero de 2017 con la visita de la cantante Isabel Pantoja, cuando el formato alcanzó los 4 783 000 espectadores y el 23,8 % de cuota de pantalla. El 28 de junio de 2023 consiguió su máximo histórico en cuota de pantalla con la visita del político Alberto Núñez Feijóo. Ese día el programa alcanzó el 25,9 % y 3 079 000 espectadores.

## Historia
El origen surge del programa de M80 Radio No somos nadie, dirigido por Pablo Motos. Para la temporada 2006-2007 se trasladó el formato a la televisión repitiendo el éxito obtenido con la emisión diaria del programa El hormiguero. Durante la última temporada de Motos al frente del programa, superó los 700 000 oyentes.
Su primera temporada no fue un éxito de audiencia en relación con el índice medio de la cadena. En su segunda temporada, que comenzó el 17 de septiembre de 2007, pasó de ser un programa dominical de 120 minutos a un programa diario (de lunes a jueves y sábado) de 55 minutos.
El 31 de diciembre de 2006, Pablo Motos y las hormigas dieron las campanadas de fin de año 2006-2007.
Hasta enero de 2011 se emitía antes del programa un espacio de apenas 5 minutos llamado El hormiguero next en el que normalmente, Trancas y Barrancas anunciaban el invitado y las secciones del día, para dar paso a unos minutos de publicidad en donde se emitía una pequeña pantalla en la esquina superior izquierda con el plató en directo.
El 26 de agosto de 2010 el programa estrenó la quinta temporada bajo el nombre de El hormiguero 2.0, con los invitados Will Smith y Jackie Chan.
En mayo de 2011, Mediaset España anunció la salida de El hormiguero de la parrilla de Cuatro, al parecer por «divergencias económicas» entre la productora 7 y Acción y Mediaset España. Pocos días después se anunció el fichaje del programa por Antena 3 donde se emite desde el 5 de septiembre de 2011. A mediados de junio de 2011, en las promociones del canal principal del Grupo Antena 3 y tras sucesivas promociones del programa bajo el lema En ocasiones veo treses, se conoce el que será el título del programa en su etapa en Antena 3. Pasa de ser El hormiguero 2.0 a ser El hormiguero 3.0, en clara referencia al 3 de Antena 3. El 5 de septiembre de 2011 se estrenó la sexta temporada, la primera en Antena 3, bajo el nombre de El hormiguero 3.0, consiguiendo una media en su primera semana de un 17,6 %.
El hormiguero realizó el 24 de diciembre de 2011 un especial de Nochebuena en Antena 3 donde participaron numerosos rostros conocidos de la cadena como Arturo Valls, Paula Vázquez, Carolina Cerezuela, Jaime Cantizano, Jorge Fernández y Susanna Griso.
En 2013, el actor Will Smith compra los derechos del programa para emitirlo en Estados Unidos.
El 26 de julio de 2013, Antena 3 decide emitir los mejores momentos de la sección de Jandro con niños en la noche del viernes, hasta que de comienzo la temporada siguiente.
Durante la décima temporada El hormiguero celebró varios especiales en prime time los martes a las 22:30, aprovechando así Antena 3 el arrastre de los partidos de Liga de Campeones de la UEFA. El martes 15 de septiembre de 2015 se hizo un especial de cumpleaños por los 10 años del programa —aunque en realidad no cumplía tal efeméride, ya que el décimo aniversario habría sido en todo caso el 24 de septiembre de 2016— y acudió como invitado Karlos Arguiñano.
El martes 3 de noviembre de 2015, a mes y medio de las elecciones generales, el espacio de Pablo Motos alcanzó la mejor cuota de la historia hasta ese momento (21,7 %) con la visita del candidato Pablo Iglesias Turrión. El martes 24 de noviembre de 2015 tuvo lugar otro especial en prime time, siendo el invitado Albert Rivera. El martes 8 de diciembre de 2015, en otro especial emitido en la franja estelar, tuvo como invitado a Pedro Sánchez.
El 30 de noviembre de 2016 organizó un reencuentro de la serie Un paso adelante (UPA Dance) con sus 4 protagonistas: Mónica Cruz, Miguel Ángel Muñoz, Pablo Puyol y Beatriz Luengo.
A principios de marzo de 2017, Pablo Ibáñez, conocido como El hombre de negro, abandonó el programa debido al estrés, al cansancio y con interés en tomar un nuevos rumbos, como la música y la televisión.
Desde el 1 de mayo de 2017, el programa está subtitulado en directo. Además, los programas que se dejan grabados se subtitulan con antelación.[cita requerida]
El 7 de noviembre de 2017, El hormiguero cumplió 1000 programas en Antena 3, con Carly Rae Jepsen de invitada, y lo celebraron preparando imágenes inéditas, tomas falsas, making-of, etc.
En el estreno de 13.ª temporada del programa se incorporan como colaboradores, la escritora Nuria Roca, el actor Javier Botet, el cómico Carlos Latre y el presentador y cocinero Karlos Arguiñano.
El 20 de mayo de 2019, El hormiguero cumplió 2000 programas en antena y lo celebraron con Will Smith en Londres, en un plató de la BBC.
Con el inicio de la 14.ª temporada, Cristina Pedroche, Antonio Resines y Suko (guionista del programa) se incorporaron al formato con nuevas secciones.
El 11 de marzo de 2020 no hay público debido al coronavirus. El 16 de marzo de 2020, a causa de la pandemia de COVID-19 que vive el país, el programa se despide temporalmente. A la semana siguiente el programa regresó con una versión adaptada con entrevistas a distancia, titulada El hormiguero 3.0: Quédate en casa. En junio de 2020 volvió el público y los invitados a plató, y Santiago Segura participó como tertuliano.
Para la temporada 2020-2021 se incorporaron al programa Tamara Falcó, Twin Melody y Carlos Iglesias y se produjeron las bajas de Cristina Pedroche y Ana Morgade.
El 7 de diciembre de 2020, Jandro anunció por redes sociales que abandonaba el formato tras más de 14 años colaborando con las secciones de magia y cámaras ocultas.
El 1 de febrero de 2021, Pablo Motos dio positivo en COVID-19 y fue sustituido por Nuria Roca.
Para la temporada 2023-2024, el programa fichó a Leo Harlem y a Marta Jiménez.
Para la temporada 2024-2025, el programa fichó a Susi Caramelo, Plex y Juan Carlos Ortega. Además, el primer invitado de la temporada fue Rafa Nadal.

### Programas aniversario
- Programa 1: 24 de septiembre de 2006.
- Programa 100: 7 de enero de 2008.
- Programa 200: 9 de junio de 2008. Fueron Miguel Bosé, Santi Millán y Boris Izaguirre. Coincidía con el último programa de la segunda temporada.
- Programa 300: 5 de febrero de 2009. Fue Enrique San Francisco. Emitieron un resumen especial e hicieron una tarta.
- Programa 400: 29 de junio de 2009. No se hizo nada especial, ya que era sábado, pero el programa siguiente que era el último de la temporada pusieron un resumen de los 400 programas.
- Programa 500: 24 de febrero de 2010. Fue Mel Gibson. Apareció el avatar de Pablo Motos, hicieron acrobacias y pusieron 2 resúmenes (uno con los invitados internacionales y otro con los mejores momentos).
- Programa 600: 13 de octubre de 2010. Iba a ir Elsa Pataky, pero un problema de última hora lo impidió y hablaron por teléfono con ella en directo. Fue Peter Coyote. No hicieron nada especial.
- Programa 700: 7 de abril de 2011, con Alex Pettyfer y Teresa Palmer.
- Programa 800: 7 de diciembre de 2011, con David Bisbal.
- Programa 900: 11 de julio de 2012, con Enrique San Francisco y Jorge Sanz.
- Programa 1000: 21 de marzo de 2013, con invitada Carly Rae Jepsen.[25]
- Programa 2000: 21 de mayo de 2019, con Will Smith.[28]
- Programa 2500: 30 de junio de 2022: programa especial hacia el equipo del programa, donde hablaron de mejores momentos de los 2500 programas...

## Equipo

### Presentadores
| Presentadores | Información           |      |      |      |      |      |      |      |      |      |      |      |      |      |      |      |      |      |      |      |      |
| Presentadores | Información           | 2006 | 2007 | 2008 | 2009 | 2010 | 2011 | 2012 | 2013 | 2014 | 2015 | 2016 | 2017 | 2018 | 2019 | 2020 | 2021 | 2022 | 2023 | 2024 | 2025 |
| ------------- | --------------------- | ---- | ---- | ---- | ---- | ---- | ---- | ---- | ---- | ---- | ---- | ---- | ---- | ---- | ---- | ---- | ---- | ---- | ---- | ---- | ---- |
| Pablo Motos   | Presentador fijo      |      |      |      |      |      |      |      |      |      |      |      |      |      |      |      |      |      |      |      |      |
| Nuria Roca    | Presentadora suplente |      |      |      |      |      |      |      |      |      |      |      |      |      |      |      |      |      |      |      |      |

NOTA: Pablo Motos no presentó los programas 2261 al 2267 por estar cumpliendo cuarentena por su positivo en COVID-19, ocupando su lugar Nuria Roca.

### Colaboradores actuales
| Colaboradores               | Información                          |      |      |      |      |      |      |      |      |      |      |      |      |      |      |      |      |      |      |      |      |
| Colaboradores               | Información                          | 2006 | 2007 | 2008 | 2009 | 2010 | 2011 | 2012 | 2013 | 2014 | 2015 | 2016 | 2017 | 2018 | 2019 | 2020 | 2021 | 2022 | 2023 | 2024 | 2025 |
| --------------------------- | ------------------------------------ | ---- | ---- | ---- | ---- | ---- | ---- | ---- | ---- | ---- | ---- | ---- | ---- | ---- | ---- | ---- | ---- | ---- | ---- | ---- | ---- |
| Marron                      | Científico y guionista               |      |      |      |      |      |      |      |      |      |      |      |      |      |      |      |      |      |      |      |      |
| Juan Ibáñez                 | Actor y guionista                    |      |      |      |      |      |      |      |      |      |      |      |      |      |      |      |      |      |      |      |      |
| Damián Mollá                | Actor y guionista                    |      |      |      |      |      |      |      |      |      |      |      |      |      |      |      |      |      |      |      |      |
| Luis Piedrahita             | Mago y guionista                     |      |      |      |      |      |      |      |      |      |      |      |      |      |      |      |      |      |      |      |      |
| Frikidoctor                 | Médico de plató, guionista y actor   |      |      |      |      |      |      |      |      |      |      |      |      |      |      |      |      |      |      |      |      |
| El Monaguillo               | Humorista, guionista y presentador   |      |      |      |      |      |      |      |      |      |      |      |      |      |      |      |      |      |      |      |      |
| Dani Fontecha               | Cómico y guionista                   |      |      |      |      |      |      |      |      |      |      |      |      |      |      |      |      |      |      |      |      |
| Cristina Pardo              | Presentadora y periodista            |      |      |      |      |      |      |      |      |      |      |      |      |      |      |      |      |      |      |      |      |
| Nuria Roca                  | Presentadora y actriz                |      |      |      |      |      |      |      |      |      |      |      |      |      |      |      |      |      |      |      |      |
| Suko                        | Informático, colaborador y guionista |      |      |      |      |      |      |      |      |      |      |      |      |      |      |      |      |      |      |      |      |
| Jorge Salvador              | Director                             |      |      |      |      |      |      |      |      |      |      |      |      |      |      |      |      |      |      |      |      |
| Juan del Val                | Escritor y guionista                 |      |      |      |      |      |      |      |      |      |      |      |      |      |      |      |      |      |      |      |      |
| Tamara Falcó                | Diseñadora de moda y tertuliana      |      |      |      |      |      |      |      |      |      |      |      |      |      |      |      |      |      |      |      |      |
| María Dabán                 | Periodista y guionista               |      |      |      |      |      |      |      |      |      |      |      |      |      |      |      |      |      |      |      |      |
| Rubén Amón                  | Periodista y escritor                |      |      |      |      |      |      |      |      |      |      |      |      |      |      |      |      |      |      |      |      |
| Rosa Belmonte               | Columnista y escritora               |      |      |      |      |      |      |      |      |      |      |      |      |      |      |      |      |      |      |      |      |
| Susi Caramelo               | Presentadora, reportera y humorista  |      |      |      |      |      |      |      |      |      |      |      |      |      |      |      |      |      |      |      |      |
| Lola Lolita                 | Creadora de contenido                |      |      |      |      |      |      |      |      |      |      |      |      |      |      |      |      |      |      |      |      |
| David de Jorge «Robin Food» | Cocinero                             |      |      |      |      |      |      |      |      |      |      |      |      |      |      |      |      |      |      |      |      |

### Colaboradores anteriores
| Colaboradores                     | Información                          |      |      |      |      |      |      |      |      |      |      |      |      |      |      |      |      |      |      |      |
| Colaboradores                     | Información                          | 2006 | 2007 | 2008 | 2009 | 2010 | 2011 | 2012 | 2013 | 2014 | 2015 | 2016 | 2017 | 2018 | 2019 | 2020 | 2021 | 2022 | 2023 | 2024 |
| --------------------------------- | ------------------------------------ | ---- | ---- | ---- | ---- | ---- | ---- | ---- | ---- | ---- | ---- | ---- | ---- | ---- | ---- | ---- | ---- | ---- | ---- | ---- |
| Flipy                             | Científico y guionista               |      |      |      |      |      |      |      |      |      |      |      |      |      |      |      |      |      |      |      |
| Raquel Martos                     | Escritora, periodista y presentadora |      |      |      |      |      |      |      |      |      |      |      |      |      |      |      |      |      |      |      |
| Jandro                            | Mago, humorista y guionista          |      |      |      |      |      |      |      |      |      |      |      |      |      |      |      |      |      |      |      |
| Antonio Tejerina «Toño»           | Guionista                            |      |      |      |      |      |      |      |      |      |      |      |      |      |      |      |      |      |      |      |
| Pablo Ibáñez «El hombre de negro» | Colaborador y actor                  |      |      |      |      |      |      |      |      |      |      |      |      |      |      |      |      |      |      |      |
| Yunke                             | Mago, colaborador y actor            |      |      |      |      |      |      |      |      |      |      |      |      |      |      |      |      |      |      |      |
| J. J. Vaquero                     | Humorista, actor y guionista         |      |      |      |      |      |      |      |      |      |      |      |      |      |      |      |      |      |      |      |
| David Rubio                       | Guionista                            |      |      |      |      |      |      |      |      |      |      |      |      |      |      |      |      |      |      |      |
| Silvia Abril                      | Actriz y humorista                   |      |      |      |      |      |      |      |      |      |      |      |      |      |      |      |      |      |      |      |
| Elsa Punset                       | Filósofa y escritora                 |      |      |      |      |      |      |      |      |      |      |      |      |      |      |      |      |      |      |      |
| Carlos Jean                       | Cantautor y DJ                       |      |      |      |      |      |      |      |      |      |      |      |      |      |      |      |      |      |      |      |
| Mario Vaquerizo                   | Cantante                             |      |      |      |      |      |      |      |      |      |      |      |      |      |      |      |      |      |      |      |
| Santiago Segura                   | Actor, humorista y guionista         |      |      |      |      |      |      |      |      |      |      |      |      |      |      |      |      |      |      |      |
| Sergi Mas                         | Periodista y presentador             |      |      |      |      |      |      |      |      |      |      |      |      |      |      |      |      |      |      |      |
| Carles Torrecilla                 | Periodista y profesor                |      |      |      |      |      |      |      |      |      |      |      |      |      |      |      |      |      |      |      |
| Anna Simon                        | Presentadora y actriz                |      |      |      |      |      |      |      |      |      |      |      |      |      |      |      |      |      |      |      |
| Jesús Manzano                     | Colaborador y guionista              |      |      |      |      |      |      |      |      |      |      |      |      |      |      |      |      |      |      |      |
| Pilar Rubio                       | Presentadora y modelo                |      |      |      |      |      |      |      |      |      |      |      |      |      |      |      |      |      |      |      |
| Marta Hazas                       | Actriz                               |      |      |      |      |      |      |      |      |      |      |      |      |      |      |      |      |      |      |      |
| Dani Rovira                       | Actor y cómico                       |      |      |      |      |      |      |      |      |      |      |      |      |      |      |      |      |      |      |      |
| Agustín Jiménez                   | Actor y cómico                       |      |      |      |      |      |      |      |      |      |      |      |      |      |      |      |      |      |      |      |
| Ana Morgade                       | Actriz, humorista y presentadora     |      |      |      |      |      |      |      |      |      |      |      |      |      |      |      |      |      |      |      |
| Manuel Sarriá                     | Actor, humorista y presentador       |      |      |      |      |      |      |      |      |      |      |      |      |      |      |      |      |      |      |      |
| Emilio Aragón                     | Cineasta y humorista                 |      |      |      |      |      |      |      |      |      |      |      |      |      |      |      |      |      |      |      |
| Álex Clavero                      | Guionista                            |      |      |      |      |      |      |      |      |      |      |      |      |      |      |      |      |      |      |      |
| Patricia Montero                  | Actriz y modelo                      |      |      |      |      |      |      |      |      |      |      |      |      |      |      |      |      |      |      |      |
| Ernesto Sevilla                   | Actor y cómico                       |      |      |      |      |      |      |      |      |      |      |      |      |      |      |      |      |      |      |      |
| Yibing Cao                        | Colaboradora de televisión           |      |      |      |      |      |      |      |      |      |      |      |      |      |      |      |      |      |      |      |
| Mónica Cruz                       | Bailarina, actriz y modelo           |      |      |      |      |      |      |      |      |      |      |      |      |      |      |      |      |      |      |      |
| Rubén Prieto                      | Colaborador                          |      |      |      |      |      |      |      |      |      |      |      |      |      |      |      |      |      |      |      |
| Javier Botet                      | Actor, director de cine e ilustrador |      |      |      |      |      |      |      |      |      |      |      |      |      |      |      |      |      |      |      |
| Karlos Arguiñano                  | Cocinero y presentador               |      |      |      |      |      |      |      |      |      |      |      |      |      |      |      |      |      |      |      |
| Javier Wong                       | Músico y humorista                   |      |      |      |      |      |      |      |      |      |      |      |      |      |      |      |      |      |      |      |
| Antonio Resines                   | Actor                                |      |      |      |      |      |      |      |      |      |      |      |      |      |      |      |      |      |      |      |
| Carlos Latre                      | Imitador y humorista                 |      |      |      |      |      |      |      |      |      |      |      |      |      |      |      |      |      |      |      |
| Cristina Pedroche                 | Presentadora y modelo                |      |      |      |      |      |      |      |      |      |      |      |      |      |      |      |      |      |      |      |
| Twin Melody                       | Influyentes en TikTok y cantantes    |      |      |      |      |      |      |      |      |      |      |      |      |      |      |      |      |      |      |      |
| Carlos Iglesias                   | Actor y director                     |      |      |      |      |      |      |      |      |      |      |      |      |      |      |      |      |      |      |      |
| Glòria Serra                      | Presentadora de televisión           |      |      |      |      |      |      |      |      |      |      |      |      |      |      |      |      |      |      |      |
| Kira Miró                         | Actriz y presentadora de televisión  |      |      |      |      |      |      |      |      |      |      |      |      |      |      |      |      |      |      |      |
| Lolita                            | Cantante y actriz                    |      |      |      |      |      |      |      |      |      |      |      |      |      |      |      |      |      |      |      |
| Juanma Castaño                    | Periodista                           |      |      |      |      |      |      |      |      |      |      |      |      |      |      |      |      |      |      |      |
| Goyo Jiménez                      | Actor y cómico                       |      |      |      |      |      |      |      |      |      |      |      |      |      |      |      |      |      |      |      |
| Lali Espósito                     | Actriz, cantante y compositora       |      |      |      |      |      |      |      |      |      |      |      |      |      |      |      |      |      |      |      |
| Omar Montes                       | Cantante                             |      |      |      |      |      |      |      |      |      |      |      |      |      |      |      |      |      |      |      |
| Miguel Lago                       | Periodista, cómico y actor           |      |      |      |      |      |      |      |      |      |      |      |      |      |      |      |      |      |      |      |
| Marta Jiménez                     | Experta en deportes de riesgo        |      |      |      |      |      |      |      |      |      |      |      |      |      |      |      |      |      |      |      |
| Plex                              | Creador de contenido                 |      |      |      |      |      |      |      |      |      |      |      |      |      |      |      |      |      |      |      |
| Juan Carlos Ortega                | Humorista                            |      |      |      |      |      |      |      |      |      |      |      |      |      |      |      |      |      |      |      |

### Realización
| Realización           |      |      |      |      |      |      |      |      |      |      |      |      |      |      |      |      |      |      |      |
| Realización           | 2006 | 2007 | 2008 | 2009 | 2010 | 2011 | 2012 | 2013 | 2014 | 2015 | 2016 | 2017 | 2018 | 2019 | 2020 | 2021 | 2022 | 2023 | 2024 |
| --------------------- | ---- | ---- | ---- | ---- | ---- | ---- | ---- | ---- | ---- | ---- | ---- | ---- | ---- | ---- | ---- | ---- | ---- | ---- | ---- |
| Àlex Miñana           |      |      |      |      |      |      |      |      |      |      |      |      |      |      |      |      |      |      |      |
| David Fernández Rivas |      |      |      |      |      |      |      |      |      |      |      |      |      |      |      |      |      |      |      |

### Guionistas
| Guionistas             | Información           |      |      |      |      |      |      |      |      |      |      |      |      |      |      |      |      |      |      |
| Guionistas             | Información           | 2006 | 2007 | 2008 | 2009 | 2010 | 2011 | 2012 | 2013 | 2014 | 2015 | 2016 | 2017 | 2018 | 2019 | 2020 | 2021 | 2022 | 2023 |
| ---------------------- | --------------------- | ---- | ---- | ---- | ---- | ---- | ---- | ---- | ---- | ---- | ---- | ---- | ---- | ---- | ---- | ---- | ---- | ---- | ---- |
| Laura Llopis           | Coordinadora de guion |      |      |      |      |      |      |      |      |      |      |      |      |      |      |      |      |      |      |
| Fernando Acevedo       | Coordinador de guion  |      |      |      |      |      |      |      |      |      |      |      |      |      |      |      |      |      |      |
| Sergio González «Suko» | Coordinador de guion  |      |      |      |      |      |      |      |      |      |      |      |      |      |      |      |      |      |      |
| Dani Fontecha          | Guionista             |      |      |      |      |      |      |      |      |      |      |      |      |      |      |      |      |      |      |
| Alberto Sierra         | Guionista             |      |      |      |      |      |      |      |      |      |      |      |      |      |      |      |      |      |      |

### Hormigas
- Trancas: es una de las hormigas. Presenta el programa junto con Pablo Motos y sus compañeras Barrancas y Petancas. Le pone voz y movimiento Juan Ibáñez.
- Barrancas: es una de las hormigas. Presenta el programa junto con Pablo Motos y compañeras Trancas y Petancas. Le pone voz y movimiento Damián Mollá.
- Petancas: es una de las hormigas. Sale de vez en cuando en el programa junto con Barrancas y Pablo Motos.

#### Otrashormigas
- C.J.: es una hormiga, hija de Trancas. Presentó el programa junto con Pablo Motos, Trancas y sus compañeras Barrancas y Petancas. Se trata del hijo de Trancas que según él estuvo de rollete en Benidorm con una amiga suya y a los 9 meses en su casa recibió una cesta en la que se encontraba el bebé recién nacido. Es característico por su increíble uniceja, su divertida manera de interrumpir a Pablo y su costumbre de golpearse la cabeza con la mesa cuando se pone nervioso. El 8 de diciembre de 2020 volvió a aparecer como parte de un spot publicitario de la marca de turrones Suchard. Sin embargo, Trancas dice que es un hijo nuevo.

## Audiencias

### Temporadas
| Temporada | Canal    | Estreno                  | Final               | Audiencia media | Audiencia media        |
| Temporada | Canal    | Estreno                  | Final               | Espectadores    | Cuota                  |
| --------- | -------- | ------------------------ | ------------------- | --------------- | ---------------------- |
| 1.ª       | Cuatro   | 24 de septiembre de 2006 | 20 de mayo de 2007  | 1 127 000       | 9,7 %                  |
| 2.ª       | Cuatro   | 17 de septiembre de 2007 | 9 de junio de 2008  | 1 747 000       | 9,7 %                  |
| 3.ª       | Cuatro   | 1 de septiembre de 2008  | 29 de junio de 2009 | 1 988 000       | 11,0 %                 |
| 4.ª       | Cuatro   | 31 de agosto de 2009     | 7 de julio de 2010  | 1 610 000       | 8,7 %                  |
| 5.ª       | Cuatro   | 26 de agosto de 2010     | 30 de junio de 2011 | 1 517 000       | 8,1 %                  |
| 6.ª       | Antena 3 | 5 de septiembre de 2011  | 12 de julio de 2012 | 2 199 000       | 11,3 %                 |
| 7.ª       | Antena 3 | 3 de septiembre de 2012  | 4 de julio de 2013  | 2 240 000       | 11,3 %                 |
| 8.ª       | Antena 3 | 2 de septiembre de 2013  | 17 de julio de 2014 | 2 451 000       | 12,8 %                 |
| 9.ª       | Antena 3 | 1 de septiembre de 2014  | 9 de julio de 2015  | 2 587 000       | 13,5 %                 |
| 10.ª      | Antena 3 | 31 de agosto de 2015     | 11 de julio de 2016 | 2 887 000       | 15,4 %                 |
| 11.ª      | Antena 3 | 5 de septiembre de 2016  | 5 de julio de 2017  | 2 696 000       | 14,8 %                 |
| 12.ª      | Antena 3 | 4 de septiembre de 2017  | 5 de julio de 2018  | 2 783 000       | 15,0 %[cita requerida] |
| 13.ª      | Antena 3 | 3 de septiembre de 2018  | 3 de julio de 2019  | 2 561 000       | 14,7 %[cita requerida] |
| 14.ª      | Antena 3 | 2 de septiembre de 2019  | 2 de julio de 2020  | 2 776 000       | 14,5 %[cita requerida] |
| 15.ª      | Antena 3 | 7 de septiembre de 2020  | 12 de julio de 2021 | 2 816 000       | 16,0 %                 |
| 16.ª      | Antena 3 | 6 de septiembre de 2021  | 4 de julio de 2022  | 2 431 000       | 15,6 %[cita requerida] |
| 17.ª      | Antena 3 | 5 de septiembre de 2022  | 3 de julio de 2023  | 2 407 000       | 16,7 %[cita requerida] |
| 18.ª      | Antena 3 | 4 de septiembre de 2023  | 1 de julio de 2024  | 2 100 000       | 15,7 %[cita requerida] |
| 19.ª      | Antena 3 | 2 de septiembre de 2024  | 1 de julio de 2025  | 1 974 000       | 15,2 %                 |
| 20.ª      | Antena 3 | 1 de septiembre de 2025  |                     |                 |                        |

### Récords
1. El 21 de abril de 2009, con Miley Cyrus, presentando su película y su banda sonora, Hannah Montana: la película, marcando el máximo histórico del programa hasta ese momento: 2 833 000 espectadores y 16,2 %.[44]
2. El 26 de agosto de 2010, con Will Smith y Jackie Chan, batió récord histórico de cuota de pantalla (2 442 000 espectadores y 19,7 % de cuota de pantalla), consiguiendo el minuto de oro a las 22:42 horas (3 496 000 espectadores y 26,5 %).[45]
3. El 5 de septiembre de 2011 se estrenó la sexta temporada con Antonio Banderas como invitado, consiguiendo un 17,8 % de cuota de pantalla y 2 966 000 de espectadores, lo que supuso un récord de espectadores del programa.[46]
4. El 16 de noviembre de 2011, con Justin Bieber, obtuvo 3 308 000 espectadores y una cuota de 16,3 %.[47]
5. El 16 de diciembre de 2014, con Frank Cuesta como invitado, se situó como el segundo programa más visto con 3 434 000 espectadores (16,6 %).[48]
6. El 10 de febrero de 2015 batió su récord histórico, cuando tuvo como invitado al presentador de los Goya 2015 y ganador del Goya al mejor actor revelación, Dani Rovira, consiguiendo 3 599 000 espectadores y 17,6 %,[49] quedándose a solo tres décimas del récord de cuota de pantalla (17,9 %) que tenía Antena 3 hasta ese momento con Will Smith y su hijo el 24 de junio de 2013. Ya que Cuatro poseía el máximo absoluto (19,7 %),[50] también con Will Smith, en el estreno de la quinta temporada el 26 de agosto de 2010.
7. El 24 de marzo de 2015, obtuvo el récord histórico de espectadores (hasta ese momento), con la quinta visita de Will Smith al programa, que esta vez se trasladó a Londres para promocionar la película Focus junto a la actriz Margot Robbie. El espacio logró 3 697 000 espectadores con un 17,5 % de cuota de audiencia.[51]
8. El 7 de abril de 2015 consigue hasta ese momento su récord histórico, con la visita de Isabel Preysler al programa. El espacio alcanzó 3 855 000 espectadores con un 19,4 % de cuota de audiencia.[52]
9. El 16 de noviembre de 2015, el programa rebasa por primera vez los cuatro millones de espectadores (4 172 000), con la visita de Bertín Osborne, y consigue la tercera mejor marca de su historia hasta el momento (20,4 %).[53]
10. El 31 de agosto de 2015, se estrena la décima temporada de El hormiguero y consigue el máximo histórico de cuota de audiencia del programa, con la visita de Alejandro Sanz, reuniendo al 20,5 % del público que veía la televisión, lo que se tradujo en 3 326 000 espectadores.[54]
11. El 30 de enero de 2017, el programa contó con la primera aparición pública de la cantante Isabel Pantoja, 10 meses después de su paso por prisión,[55] consiguiendo así su máximo histórico de audiencia con 4 783 000 espectadores y un 23,8 % de cuota de pantalla. La entrevista consiguió el minuto de oro del día a las 22:54 horas, con 5 996 000 espectadores y un 30 % de cuota.[56]
12. El 1 de julio de 2021 batió su récord de cuota de pantalla con la visita de Pablo Díaz, quien había ganado el bote de Pasapalabra ese mismo día. La cuota obtenida fue de un 24 %.[57]
13. El 28 de junio de 2023 consiguió su máximo histórico en cuota de pantalla con la visita del político Alberto Núñez Feijóo. Ese día el programa alcanzó el 25,9 % y 3 079 000 espectadores.[11]

### Los 20 programas más seguidos
| Invitado                                            | Emisión    | Espectadores | Cuota de pantalla | Cita   |
| --------------------------------------------------- | ---------- | ------------ | ----------------- | ------ |
| Isabel Pantoja                                      | 30/01/2017 | 4 783 000    | 23,8 %            | [ 58 ] |
| Bertín Osborne                                      | 06/11/2015 | 4 172 000    | 20,4 %            | [ 59 ] |
| Santiago Abascal                                    | 10/10/2019 | 4 049 000    | 23,5 %            | [ 60 ] |
| Amaia y Alfred                                      | 26/02/2018 | 3 983 000    | 19,4 %            | [ 61 ] |
| Susanna Griso                                       | 02/02/2021 | 3 891 000    | 21,6 %            | [ 62 ] |
| José Luis Martínez-Almeida                          | 02/03/2021 | 3 880 000    | 22,0 %            | [ 63 ] |
| Jorge Lorenzo                                       | 23/11/2015 | 3 880 000    | 18,9 %            | [ 64 ] |
| Isabel Preysler                                     | 07/04/2015 | 3 855 000    | 19,4 %            | [ 65 ] |
| Pablo Iglesias                                      | 03/11/2015 | 3 823 000    | 21,7 %            | [ 66 ] |
| Clara Lago y Dani Rovira                            | 17/11/2015 | 3 805 000    | 18,7 %            | [ 67 ] |
| Sergio Ramos                                        | 04/02/2019 | 3 777 000    | 19,7 %            | [ 68 ] |
| Miguel Ángel Revilla                                | 30/01/2018 | 3 758 000    | 18,7 %            | [ 69 ] |
| Vicente Vallés                                      | 11/01/2021 | 3 757 000    | 20,7 %            | [ 70 ] |
| Will Smith y Margot Robbie                          | 24/03/2015 | 3 697 000    | 17,5 %            | [ 71 ] |
| Miguel Ángel Revilla y Alejandro Sanz#QuédateEnCasa | 23/03/2020 | 3 651 000    | 18,1 %            | [ 72 ] |
| Dani Rovira                                         | 11/02/2015 | 3 599 000    | 17,6 %            | [ 73 ] |
| Pedro Cavadas                                       | 08/10/2020 | 3 596 000    | 23,1 %            | [ 74 ] |
| Rafael Nadal                                        | 03/12/2020 | 3 595 000    | 20,6 %            | [ 75 ] |
| Isabel Díaz Ayuso                                   | 09/11/2021 | 3 588 000    | 23,2 %            | [ 76 ] |
| Adriana Ugarte y Peter Vives                        | 20/01/2014 | 3 560 000    | 16,4 %            | [ 77 ] |

## Atención de los medios
El programa consiguió algo de atención internacional en 2006 por tener a gente caminando a través de una piscina rellena de un fluido no newtoniano, una solución de maicena y agua que fue mezclada en un camión hormigonera. Este experimento fue realizado en un programa de octubre de 2006 y fue repetido con una nueva mezcla en el episodio especial de Nochebuena debido a su popularidad. Además, en 2011 se conoció que el vídeo de este experimento se utilizó para explicar a unos alumnos de la Universidad Harvard el funcionamiento de la mezcla. Además, se realizó el experimento por tercera vez.

## Polémicas

### Simulación de decapitación
En la edición del programa del 25 de octubre de 2011, el cantante Dani Martín, invitado de ese día, fue protagonista de un truco de magia en el que se sometió a una guillotina, para fingirse que salía mal y finalmente era decapitado de verdad. Como parte del montaje, se escuchaba a Pablo Motos pedir a gritos al camarógrafo que dejara de grabar justo antes de salir a publicidad, y al finalizar la publicidad, Motos declaraba que había habido un problema y que daría explicaciones en el próximo programa, terminando así la emisión en nota de alarma. La falsa decapitación de Dani Martín en El hormiguero causó un tremendo revuelo en la red, dividiéndose los usuarios en dos grupos, los que estaban a favor de la broma y los que expresaron su indignación por lo sucedido. Finalmente, el equipo de El hormiguero se vio obligado a pedir disculpas públicamente por no haber aclarado lo sucedido antes de finalizar la emisión del programa.

### Entrevistas banales
En algunas ocasiones se ha criticado a Pablo Motos por tener conversaciones banales con los invitados o hacerles preguntas inoportunas. Así mismo, se ha criticado que las celebridades extranjeras que han llevado al programa no entienden la dinámica desenfadada del show ni a qué público va dirigido.
El actor Jesse Eisenberg, desde el programa de Conan O'Brien, acusó a El hormiguero de «humillar» a los americanos: «Muestran fotos ridículas tuyas e intentan burlarse de ti. Entonces el público se ríe y entonces te llega la traducción y te das cuenta que es verdad que se están riendo de ti. Pero no tienes tiempo de responder porque ya han pasado a otro tema en español». El hormiguero publicó una entrada en su blog, titulada «¡Ay! que Jesse Eisenberg se nos ha enfadao», donde aseguraban estar «preocupados» y «sorprendidos» por las declaraciones del actor e indicaron: «Lamentamos profundamente que Jesse Eisenberg no disfrutara en nuestro plató, aunque hicimos todo lo posible por acomodarnos a sus gustos. Pusimos el mejor jamón que encontramos» y que El hormiguero «se vuelca para que el invitado, sea quien sea, se sienta cómodo. Queremos que esté a gusto, que se sienta cómplice de lo que hacemos y, en definitiva, que se divierta», atribuyendo sus palabras al posible cansancio ocasionado por la gira de promoción de la película: «Es algo muy cansado que a veces te deja sin energía y sentido del humor».
La actriz Charlize Theron habló de su experiencia en El Hormiguero en el show de Jimmy Kimmel: «Lo primero que hicieron en el backstage fue decirnos que teníamos que 'volvernos locas', pero que el programa iba dirigido a todos los públicos. Estaba muy confundida. [...] Me pusieron música sexy y me pidieron que bailara. Lo hice con el fin de agradar a todos, pero lo que pasó después me descolocó completamente: juegos de química de sexto curso». Pablo Motos y el programa se defendieron al respecto comentando que la actriz les dijo: «Estoy deseando hacer otra película para volver a este programa» y Jorge Salvador, productor del programa, mostró las imágenes de la pausa publicitaria del día del programa con Charlize Theron. En ellas se puede ver a la actriz bailando con el presentador y las hormigas en una actitud que mostraba que se lo estaba pasando bien y quería hacer pasar al resto un rato agradable: «La verdad no tiene ningún valor [...] Si una historia es buena y la verdad es mucho más aburrida, gana la historia morbosa siempre. Jamás sucedió absolutamente nada en el programa de Charlize Theron». En 2017 se anunció que Charlize Theron volvería al programa junto con Vin Diesel para promocionar The Fate of the Furious. Sin embargo, la actriz acabó cancelando su entrevista a última hora. Pablo Motos indicó que «Ha recibido una llamada y se ha tenido que ir por un compromiso inaplazable» y la actriz se disculpó públicamente en Twitter escribiendo: «Pablo, siento mucho no haber podido asistir a El hormiguero, pero espero verte pronto, en mi próxima visita a España». Finalmente Vin Diesel acudió solo, sin la compañía de Charlize Theron.

### Acusaciones de machismo
Pablo Motos y el programa han sido tachados habitualmente de machistas. En una campaña de 2022 del Ministerio de Igualdad para la erradicación de la violencia de género se señala al presentador y al programa por una pregunta a la actriz Elsa Pataky: «¿Tú, cuando duermes, la ropa interior es sexy o cómoda?».
Pablo Motos respondió a la campaña del Ministerio de Igualdad indicando que le hicieron esa pregunta a Elsa Pataky porque fue al programa a presentar una campaña de ropa interior y de pijamas sexys. El anuncio del Ministerio además indicaba: «Si yo fuera un tío, él no me hubiese hecho esa pregunta», por lo que Pablo Motos aseveró: «El Ministerio de Igualdad miente» y enseñó imágenes de entrevistas realizadas al cantante Sergio Dalma, al cantante Maluma, al actor Miguel Ángel Silvestre, al actor Pablo Chiapella o al futbolista Sergio Ramos, en las que se les realizan preguntas similares. Además, opinó que «Gastarse más de un millón de euros del dinero de los españoles, estando el país como está, es indecente», cifra que habría costado la campaña entera, no solo el anuncio. También opinó: «No tengo nada más que añadir, queda esto claro. No me quiero enfadar», indicando que, para él, «el feminismo es necesario, y no es de ningún partido político. Es un movimiento social que tiene que pasar, pero no es ni de estos ni de aquellos».
Tras las críticas de Pablo Motos a la campaña, rechazando las acusaciones de machismo, usuarios de las redes sociales comenzaron a difundir varios vídeos del presentador en actitudes machistas con otras actrices, cantantes y mujeres en general que han pasado por El hormiguero. El diario Público y usuarios de las redes sociales denunciaron que la productora de Pablo Motos intentó presuntamente borrar esos vídeos, lo que conllevó que cada vez se localizaran y se subieran más clips, cortes y recopilaciones del presentador en actitudes supuestamente denigrantes con las mujeres, lo que se calificó de efecto Streisand.
Entre los extractos recogidos en distintos medios y redes sociales, se señala la entrevista a la actriz Ana de Armas, en la que Pablo le pregunta: «¿es verdad que te cogieron en El internado porque estás de miedo?» y añade: «Lo estás petando con El internado y además con una peli que se llama Mentiras y gordas. A ti te habrán cogido de mentirosa porque de gorda no. ¿Se me está notado que estoy intentando conquistarla? [...] ¿Y de qué va la peli un poco? ¿Hay sexo? Porque a la gente le interesa. [...] Sales en la portada de la FHM y me ha gustado mucho tu sinceridad cuando dices que la parte que más te gusta de tu cuerpo son los pechos. [...] Dijiste 'A mí me gustan mucho mis tetas, bueno la mirada es muy importante también'».
En una entrevista a la cantante Virginia Maestro, Pablo Motos le preguntó: «¿Dónde te has comprado este vestido tan extraño? [...] No sé si es mejor que te tapes o te lo dejes» (haciendo referencia a que enseñaba su escote), mientras proseguía: «Estoy intentando... Mira que tienes los ojos». En 2022, la cantante dijo de su paso por el programa: «Pues sí, fue machista, violento, incómodo, cutre, vergonzoso y muy lamentable. Qué fácil hacer eso desde el poder. Menos borrar y más disculpas. Todos nos equivocamos y reconocerlo sería más sabio. FIN».
En una entrevista a la periodista Mónica Carrillo, presentadora de Antena 3 Noticias Fin de semana, le dijo: «Tú eres un mito erótico y lo sabes, yo hay veces que veo las noticias y está el volumen bajado [...] ¿Crees que a los hombres les atraes tú y por eso les gusta leerte? [...] ¿Ponéis imágenes de topless para animar el telediario un poco?».
A la modelo Alessandra Ambrosio la retó a un juego que consistía en sujetar con los labios una pelota suspendida por un chorro de aire para apartarla del chorro de aire y depositarla en un cuenco, de manera, que si no eran muy cuidadosos, la pelota podría caerse, haciendo que los labios de Pablo y la modelo se tocasen. Pablo Motos indicó: «No creáis que he preparado esto porque soy un...» a lo que una de las hormigas espetó: «Pablo casualmente eres el director del programa», respondiendo este: «Es una casualidad».
En otras ocasiones se ha tachado a Pablo Motos de «baboso» por intentar robar besos o tocar a las mujeres invitadas a su programa. La revista satírica El Jueves publicó en 2017 una crítica a Pablo Motos en su portada, titulada «Ranciedad para toda la familia», en la que se puede ver al presentador dibujado como si fuera una babosa, diciendo: «Ay, qué guapa eres, guapa, guapaaaa...» mientras toca a una invitada que se dibuja vomitando. Una de las hormigas se dibuja diciendo: «¡Qué loco! ¿Eh, niños? ¡Somos dos hormigas y nuestro jefe es una babosa!». Entre las entrevistas que han causado polémica en este sentido se encuentran las de la cantante Anastacia, que recibe un beso de Pablo Motos en el cuello.
Durante la entrevista a la cantante y presentadora Mónica Naranjo profirió: «Pido un aplauso para el culo de Mónica Naranjo» o «Si yo tuviese el culo así haría el programa de espaldas». En la página web de Antena 3 se subió un extracto de la entrevista que se titula «Pablo Motos 'palpa' el culo de Mónica Naranjo para ver si es real».
En una entrevista a las actrices Blanca Suárez, Ana Fernández García, Nadia de Santiago y Maggie Civantos, que se encontraban presentando la serie Las chicas del cable, les dijo: «Enseguida hablamos de la serie. Estábamos discutiendo en el pasillo una cosa y os la quiero preguntar así de sopetón. Es una pregunta que todo el mundo se hace a sí mismo por lo visto sobre las chicas. ¿Vosotras sabéis bailar reguetón? Ahora mismo las chicas se dividen entre las que saben perrear y las que no saben perrear» y algunas de las preguntas que les hizo fueron: «¿Tú perreas?» o «¿Con quién te gustaría protagonizar una escena de cama?».

### Críticas políticas
En ocasiones se ha criticado que lo que, en principio, era un programa de entretenimiento familiar, al final haya acabando teniendo una intensa sección de tertulia política, llegando a adaptar la escaleta del programa a las noticias de actualidad que se producen, como la decisión del presidente del Gobierno de no dimitir en 2024, dedicando más de la mitad del programa a comentarla. En 2023, el director de Comunicación del PSOE, Ion Antolín, indicaba en Twitter: «Y las hormigas graciosas se transformaron en escorpiones. De cómo un programa familiar, terminó en un magma de trumpismo en prime time». La sección política comenzó en 2020, a raíz de la pandemia de COVID-19, cuando gobernaba la izquierda, y, a menudo, se la ha criticado por falta de pluralismo, destacando en ella las constantes críticas al gobierno de coalición de España, liderado por Pedro Sánchez. Uno de sus colaboradores más criticados es Juan del Val. En una de sus emisiones acusó al Gobierno de España de estar detrás de polémicas generadas en torno al programa, haciendo relación a una entrevista que se le hizo a la actriz Sofía Vergara, que generó controversia por el tono bronco de la actriz hacia Pablo Motos y que esta aclaró diciendo: «Sólo estábamos tomándonos el pelo entre los dos»: «Esta tertulia y este programa hace daño, y evidentemente, eso lo sabemos todos, pretenden desprestigiarlo. A todos nosotros, y en especial a ti [dirigiéndose a Pablo Motos]. Esto es así. Y la realidad es que esto es una campaña. Nos podemos reír y lo podemos tomar con humor, porque me parece muy bien. Pero esto es una campaña, y Moncloa hace la estrategia, y los periodistas afines, o por desconocimiento, o por prejuicios, o por estupidez; cuentan una cosa que no ha pasado. Debe ser porque lo que tienen ellos en la cabeza es convertir en realidad una cosa que no es verdad. No es que sea verdad». Otra de las críticas recurrentes al programa es que todos los participantes de la tertulia política son de derechas.
En 2019 se invitó al programa a Santiago Abascal, líder de la formación política de extrema derecha Vox, para hacer una entrevista. Algunas voces criticaron que con esta decisión se estaba blanqueando o normalizando a la extrema derecha.
En 2024, la actriz Mónica López criticó a Pablo Motos, rechazando ir a El hormiguero: «Ese señor blanquea el fascismo y blanquea a gente impresentable. La gente de la cultura no podemos ir a El hormiguero». «No se tiene que ir a estos sitios, y no se tiene que ir por ética. He tenido grandes peleas con la productora», dijo en una entrevista. «Me negué a ir y a él le importó un pimiento y no fui, pero el pobre Javier tuvo que ir. Y Javier me dijo: 'Es que hay que ir, Mónica, en una sola sesión lo ven 3 millones de personas'». Más tarde, se arrepintió del tono con el que había hecho su crítica y por mencionar a terceras personas (en referencia a que mencionó a Javier Cámara).
En 2023, Pablo Motos se quejó de no tener libertad de expresión por las críticas que recibía: «Me rebelo absolutamente ante esta mierda de no poder tener libertad de expresión a cambio de que no te digan una palabra», lo que fue respondido por muchas voces diciendo que él contaba con un programa en prime time con más de 2 millones de audiencia desde el que su voz tenía mucho más difusión que la de cualquier otro. Entre las respuestas más compartidas al respecto estaba la de la tiktoker Marta Llanos en la que decía: «A Pablo Motos no le molesta perder libertad de expresión porque no está sucediendo, lo que le molesta es que, haciendo uso de su libertad de expresión, la gente se oponga a su posicionamiento, lo señale y lo corrija» y donde respondía a quienes se quejan: «¡Ay! ¡Es que ya no se puede decir nada! [...] Poder puedes, porque lo estás haciendo, pero tienes que pagar las consecuencias de la opinión pública».
También en 2023, suscitaron polémica las declaraciones del exvicepresidente del Gobierno, Alfonso Guerra, en El hormiguero sobre la «censura» y lo «políticamente correcto»: «A mí me dan mucha pena ahora mismo los humoristas, ya no pueden hablar de nada», le indicó a Pablo Motos: «Antes había chistes de homosexuales, de enanos, ahora no». Tras ello, Pablo Motos respondió: «Ahora cuando un humorista hace un espectáculo está más tiempo diciendo sobre lo que no se puede hablar que de lo que sí».
Diversos humoristas (como Facu Díaz, Kike García -fundador de El Mundo Today- o el dibujante Raúl Salazar) denunciaron públicamente las presiones de la productora de Motos para que se retirasen chistes referidos al presentador. Facu Díaz denunció: «Pablo Motos ha mandado a gente de su productora a cómicos para decirles a la gente no le gusta este chiste que haces de Pablo Motos. Y tiene los huevazos gigantescos de decir que no se pueden hacer chistes con nada [...] Está obsesionado con su imagen pública y con que nadie se ría de él. No tolera la posibilidad de que se hagan chistes con él». El diputado de Más Madrid, Javier Padilla, luego nombrado secretario de Estado del Ministerio de Sanidad, cuando criticó el modelo de masculinidad que, a su juicio, representa Pablo Motos: «Pablo Motos o Torrente son dañinos para sí mismos, para su propia salud y para el conjunto de la sociedad. Nosotros creemos que menos Torrentes y más Pau Gasoles», recordó lo que le ocurrió: «Pablo Motos habla de libertad de expresión, pero el día después de mencionarle en un discurso sobre masculinidad y desigualdades en salud recibí correo y llamada de su agencia de comunicación. Supongo que él no lo llama censura sino 'gestión de riesgo reputacional'».
En 2024 se generó polémica por la contratación de David Broncano y su show La revuelta para emitirse en La 1 de Televisión Española, en competencia directa con El hormiguero. David Broncano llegó a denunciar: «Decir que me ha puesto Pedro Sánchez es ridículo, ofensivo y mentira». Meses antes, en la tertulia de El hormiguero, Juan del Val, siempre muy crítico con el Gobierno, denunció: «El problema no es Broncano, el problema es que Moncloa quiera acabar con Pablo Motos». Su mujer, Nuria Roca, también colaboradora de este espacio, comentó: «Estamos hablando de una televisión pública que pagamos todos y que es de todos». Pablo Motos opinó que «Es incómodo hablar de un tema en el que estás implicado, aunque no quieras. Siempre que hacemos el programa hay alguien en la competencia. No es la primera vez ni la última. Llevamos 18 años haciendo el programa. Bienvenida sea la competencia, bienvenido sea Broncano, bienvenido sea quien sea. Estamos aquí y que cada uno elija la opción que le dé la gana. No hay nada más democrático que el mando a distancia» y añadió: «A mí lo que me sabe mal son los trabajadores de TVE que deben estar viendo cómo ridiculizan el prestigio de una cadena extraordinaria con profesionales extraordinarios y creo que no se merecen este juego...».

### Competencia desleal
El 21 de noviembre de 2024, coincidiendo con el Día Mundial de la Televisión, David Broncano, del programa La revuelta, emitido en La 1 de TVE, en competencia con El hormiguero, anunció que no se iba a poder entrevistar al invitado de ese día, Jorge Martín, tras ser campeón del mundo de motociclismo, que ya se encontraba en el camerino del programa, debido a que se le había presionado para que fuera primero a El hormiguero. David Broncano denunció que era «una cosa que lleva pasando años, desde que estábamos en La resistencia [...] que no éramos ni competencia, pero siempre ha habido, por su parte, mucho juego con esto [...]. Mucha gente nos critica porque hacemos chistes con El hormiguero [...] y ellos siempre se han mantenido como elegantes [...]. Ojalá ellos me respondiesen a mis chistes con chistes y no con cosas por debajo [...]. Ellos en teoría también son un programa de comedia [...]. La cantidad de veces que nos han movido la agenda... que nos han llamado las distribuidoras... los representantes diciendo: oye, sé que iban a venir la semana que viene, pero no se puede porque se han enterado y tenemos que cancelarlo o moverlo [...]. Lo que pasa es que hoy ha sido exagerado porque ha sido con el invitado aquí [...]. Creo que la forma de visibilizar la ofensa y el ataque a nuestro trabajo es que directamente hoy no hay entrevista [...] y hoy ponemos imágenes de animales durante 20 minutos». El presentador invitó al público de ese día a volver otro día para ver «un programa normal entero». Desde El hormiguero pusieron un tuit en X alegando: «Ha sido un malentendido sin mayor importancia. Dos semanas antes de la final, habíamos acordado contar en exclusiva con Jorge Martín en nuestro programa. Hoy uno de sus representantes ha cometido un error al cambiar la visita que tenían programada con otro piloto. Tras lo sucedido, Dorna, empresa organizadora del Mundial de Motociclismo, contactó con los representantes para resolver la situación».
En el primer programa de El hormiguero emitido después de la polémica, Pablo Motos dijo: «Con la confesión de Aldama, con todas las implicaciones del Gobierno, y con la DANA y toda esta gente desatendida, tener que hablar de la gestión de una entrevista me da un poco de reparo, pero necesito restablecer la verdad [...]. Hay intereses y cortinas de humo que uno no puede controlar [...]. De El hormiguero se habla mucho, de mí también, a veces barbaridades [...]. Siempre he intentado evitar polémicas, incluso, cuando desde otros programas de la competencia, se han hecho, y se hacen contra mí, de manera continuada, pullas de mal gusto, irrespetuosas, camufladas de humor cuando en realidad son ataques. Y lo aguanto, pero no puedo permitir que se ponga en duda el trabajo del equipo de El hormiguero y se insinúen cosas que no son ciertas [...]. Con Jorge teníamos entrevista cerrada y pactada desde el 29 de octubre, casi un mes antes. Teníamos el compromiso por parte de su equipo de que la primera entrevista la daría en El hormiguero. Y lo reclamamos, porque, para nosotros, ofrecer cada día el mejor programa es una cosa muy seria [...]. Nos explican que se ha producido una falta de coordinación entre las personas que llevan la agenda de Jorge y la solución que deciden es que Jorge grabaría esa entrevista y no se emitiría antes de venir aquí a El hormiguero. Así que Jorge sí que hizo la entrevista el pasado jueves, sí que se grabó, pero esto se ocultó. Y se supo al día siguiente gracias a los medios independientes que desmintieron la versión oficial y a espectadores y periodistas que estuvieron en la grabación de ese programa. No estaría aquí dando esta explicación de algo que pasa todos los días en periódicos, revistas y programas de televisión si no se hubieran contado las cosas para que parezcan lo que no son y no se hubiera dudado de la profesionalidad de nuestro equipo y menos si esa versión deformada se difunde desde una televisión pública. Una televisión que pagamos todos los ciudadanos con nuestros impuestos. Una televisión pública que estimó que este era uno de los tres temas más importantes que han pasado en España y en el mundo ese mismo día. No estoy exagerando. Lo que era un mero malentendido con un invitado fue convertido en una de las noticias principales del Telediario [...]. Es muy sorprendente que nadie de TVE nos haya llamado a nosotros ni a Atresmedia. Esta mala praxis periodística es más propia de la desinformación que de una televisión pública que omite el primer deber del periodismo que es del contrastar la información. Por eso, a todo el equipo del programa y a mí, nos cuesta creer que no haya otros intereses detrás de toda esta versión tergiversada de lo que ocurrió. Que se caigan los invitados de la agenda es lo más normal en cualquier programa. Y ahí está la destreza de un buen equipo para encontrar una forma de sacarlo adelante de una forma decentemente. Nos ha pasado a nosotros, les ha pasado a cualquiera que se dedique a esto y lo que lamento es que alguien haya transformado un tema así en una cuestión de Estado».
De la respuesta de Pablo Motos se criticó que utilizase en su discurso la tragedia de las inundaciones de la DANA de 2024 en España y que politizase el asunto. También que, durante la respuesta, criticando que TVE había hecho desinformación, pusiese de fondo una noticia falsa de El Mundo que decía: «Exclusiva. RTVE abre sus informativos con la polémica entre Broncano y Motos en pleno estallido del caso Aldama» y que este periódico tuvo que borrar, además de que hiciese una afirmación falsa, diciendo que: «TVE estimó que este era uno de los tres temas más importantes que han pasado en España y en el mundo ese mismo día», pues no fue una de las tres primeras noticias en ninguna de las ediciones del Telediario. Por otro lado, la exclusividad del piloto no trajo beneficios de audiencia al programa, pues la entrevista con Jorge Martín en El hormiguero (15,2 %) perdió frente a realizada en directo en La revuelta (16,7 %).
Desde otras productoras se afirmó que siempre habían tenido dificultad en encontrar invitados por estas presiones del equipo de El hormiguero. La actriz Najwa Nimri comentó en el segundo día de emisión de La revuelta que había sido vetada en el programa de Motos porque declinó ir un día.
Unas semanas antes de la polémica, Mario Casas comentó en La revuelta que había aceptado ir antes a promocionar Escape a El hormiguero, a pesar de que la película cuenta con la participación de RTVE, porque así lo había acordado con El hormiguero, a lo que David Broncano contestó: «A nosotros nos da igual que la gente vaya primero allí que aquí» y Casas le respondió: «A ellos creo que no».

## Versiones internacionales
- Se creó el 24 de septiembre de 2006 como El hormiguero en España, presentado por Pablo Motos, emitido por Cuatro y Antena 3.
- El 22 de diciembre de 2009, nace O formigueiro, la versión portuguesa del programa, presentado por Marco Horácio y emitido por la cadena portuguesa SIC.
- El 3 de enero de 2010, se estrenó en Canal 13, la versión chilena del formato, con el mismo nombre de la versión española y presentado por Tonka Tomicic y Sergio Lagos. El programa fue cancelado después de 13 capítulos.
- El 8 de julio de 2010, se estrenó O formigueiro, la versión brasileña del programa, presentado por Marco Luque y emitido por Band.
- TV Azteca presentó la versión mexicana del talk show, con el presentador estelar Mauricio Mancera y sus propias hormigas llamadas Pichas y Cachas en vez de Trancas y Barrancas. El Hormiguero MX fue producido durante 2 temporadas, pero cancelado sorpresivamente durante la segunda temporada, al iniciar Televisión Azteca un plan de austeridad en 2015.[156]
- En 2013, hubo un intento por parte de Will Smith de trasladar el formato a Estados Unidos, que adquirió los derechos, mostrando intereses las cadenas NBC y CBS, pero no llegó a materializarse.[157]

### Ediciones extranjeras
| País     | Nombre           | Cadena de televisión | Fecha de estreno        | Fecha de final          | Presentador(es)              | Temporadas        |
| -------- | ---------------- | -------------------- | ----------------------- | ----------------------- | ---------------------------- | ----------------- |
| Brasil   | O formigueiro    | Band                 | 25 de julio de 2010     | 16 de diciembre de 2010 | Marco Luque                  | 1 (20 episodios)  |
| Chile    | El hormiguero    | Canal 13             | 3 de enero de 2010      | 31 de enero de 2010     | Tonka Tomicic y Sergio Lagos | 1 (13 episodios)  |
| México   | El Hormiguero MX | Azteca 7             | 15 de julio de 2014     | 27 de mayo de 2015      | Mauricio Mancera             | 2 (135 episodios) |
| Portugal | O formigueiro    | SIC                  | 23 de diciembre de 2009 | 2013                    | Marco Horácio                | 11                |

Según sus productores, 7 y Acción, el formato ha sido vendido a Hunan TV en China, y versiones locales han sido pilotado en Alemania, Argentina, Colombia, Italia y Rumania.

## Premios y reconocimientos
En 2008, El hormiguero recibió el Premio Ondas al mejor programa de entretenimiento, por su innovación, osadía y reinvención. En ese mismo año ganó el premio Carácter Dewar's White Label.
En 2009 ganó el Rose d'Or al mejor programa de entretenimiento del mundo, que volvió a recibirlo en 2012 como Rose d'Or a la sección El plan B en la categoría Multiplataforma.
En 2010 recibió el TP de Oro al mejor programa de entretenimiento, que lo volvió a ganar en 2011.
Fue nominado en el año 2011, International Emmy Awards al mejor programa en la categoría Non-Scripted Entertainment, volviendo a repetir la nominación en 2012.
En 2012 ganó el premio Joan Ramón Mainat junto a Mercedes Milá e Imanol Arias.
En 2012 ganó el Neox Fan Awards al mejor programa de televisión, galardón que repitió en 2015.

### Premios Ondas
| Año  | Categoría | Resultado |
| ---- | --- | --------- |
| 2008 | Premio Ondas Nacional de Televisión a Mejor Programa de Entretenimiento: Por su innovación, osadía y reinvención | Ganador   |

### Premios Carácter Deward's
| Año  | Categoría                             | Resultado |
| ---- | ------------------------------------- | --------- |
| 2008 | Premio Carácter Dewards (Pablo Motos) | Ganador   |

### Rose d'Or
| Año  | Categoría                                   | Resultado |
| ---- | ------------------------------------------- | --------- |
| 2009 | Mejor Programa de Entretenimiento del Mundo | Ganador   |
| 2012 | Multiplataforma, por la sección "El plan B" | Ganador   |

### TP de Oro
| Año  | Categoría                         | Resultado |
| ---- | --------------------------------- | --------- |
| 2010 | Mejor Programa de Entretenimiento | Ganador   |
| 2011 | Mejor Programa de Entretenimiento | Ganador   |

### Premios Emmy Internacional
| Año  | Categoría                                   | Resultado |
| ---- | ------------------------------------------- | --------- |
| 2011 | Non-Scripted Entertainment (Mejor Programa) | Nominado  |
| 2012 | Non-Scripted Entertainment (Mejor Programa) | Nominado  |

### FesTVal de Vitoria
| Año  | Categoría                | Resultado |
| ---- | ------------------------ | --------- |
| 2012 | Premio Joan Ramon Mainat | Ganador   |

### Neox Fan Awards
| Año  | Categoría                    | Resultado |
| ---- | ---------------------------- | --------- |
| 2012 | Mejor Programa de Televisión | Ganador   |
| 2015 | Mejor Programa de Televisión | Ganador   |

### Premios Iris
| Año  | Categoría | Resultado |
| ---- | --- | --------- |
| 2007 | Mejor Presentador de Programas de Entretenimiento (Pablo Motos) | Nominado  |
| 2007 | Mejor Programa de Entretenimiento | Nominado  |
| 2008 | Mejor Programa de Entretenimiento | Ganador   |
| 2008 | Mejor Dirección (Pablo Motos y Jorge Salvador) | Nominado  |
| 2008 | Mejor Presentador de Programas de Entretenimiento (Pablo Motos) | Nominado  |
| 2009 | Mejor Programa de Entretenimiento | Nominado  |
| 2009 | Mejor Dirección (Pablo Motos y Jorge Salvador) | Nominado  |
| 2010 | Mejor Programa de Entretenimiento | Nominado  |
| 2010 | Mejor Dirección (Pablo Motos y Jorge Salvador) | Nominado  |
| 2011 | Mejor Programa de Entretenimiento | Nominado  |
| 2011 | Mejor Dirección (Pablo Motos y Jorge Salvador) | Nominado  |
| 2011 | Mejor Producción (Pablo Motos y Jorge Salvador) | Nominado  |
| 2012 | Mejor Programa de Entretenimiento | Nominado  |
| 2012 | Mejor Presentador de Programas de Entretenimiento (Pablo Motos) | Nominado  |
| 2012 | Mejor Dirección (Pablo Motos y Jorge Salvador) | Nominado  |
| 2012 | Mejor Producción (Pablo Motos y Jorge Salvador) | Nominado  |
| 2012 | Mejor Realización (Álex Miñana) | Nominado  |
| 2012 | Mejor Dirección de Fotografía e Iluminación (Ezequiel Nobili) | Nominado  |
| 2012 | Mejor Dirección de Arte y Escenografía (Federico Vázquez) | Nominado  |
| 2013 | Mejor Realización (Álex Miñana) | Ganador   |
| 2013 | Mejor Dirección (Pablo Motos y Jorge Salvador) | Nominado  |
| 2014 | Mejor Realización (Álex Miñana) | Ganador   |
| 2014 | Mejor Programa de Entretenimiento | Nominado  |
| 2014 | Mejor Producción (Pablo Motos y Jorge Salvador) | Nominado  |
| 2015 | Mejor Realización (Álex Miñana) | Ganador   |
| 2015 | Mejor Programa de Entretenimiento | Ganador   |
| 2015 | Mejor Producción (Pablo Motos y Jorge Salvador) | Ganador   |
| 2016 | Mejor Dirección (Pablo Motos y Jorge Salvador) | Ganador   |
| 2017 | Mejor Producción (Pablo Motos y Jorge Salvador) | Nominado  |
| 2018 | Mejor Producción (Pablo Motos y Jorge Salvador) | Nominado  |
| 2019 | Mejor Guion (Laura Llopis) | Nominada  |
| 2020 | Mejor Dirección (Pablo Motos y Jorge Salvador) | Nominado  |
| 2020 | Mejor Realización (David Fernández Rivas) | Nominado  |
| 2020 | Mejor Producción (Pablo Motos y Jorge Salvador) | Nominado  |
| 2020 | Mejor Programa | Nominado  |
| 2021 | Mejor Realización (David Fernández Rivas) | Ganador   |
| 2022 | Mejor Realización (David Fernández Rivas) | Nominado  |
| 2023 | Mejor Producción de Entretenimiento (Pablo Motos y Jorge Salvador) | Nominado  |
| 2024 | Mejor Programa de Entretenimiento | Nominado  |
| 2024 | Mejor Presentador/a de Programas de Entretenimiento (Pablo Motos) | Nominado  |
| 2024 | Mejor Dirección de Programas (Pablo Motos y Jorge Salvador) | Nominado  |
| 2024 | Mejor Guion: Laura Llopis, Fernando Acevedo, Sergio González, Juan del Val, María Dabán, Daniel Fontecha, Cristina Correa, Julia Alcocer, Juan Ibáñez, Damián Mollá, Jorge Marrón, Alberto Sierra, Jorge López, Juan Herrera, Toño Tejerina, Miguel Gardeñes y Jordi Moltó | Nominado  |

### Premios Cineinforme
| Año  | Categoría                                                    | Resultado |
| ---- | ------------------------------------------------------------ | --------- |
| 2013 | Por contribuir a la difusión de la industria cinematográfica | Ganador   |

### Premio Nacional de Televisión
| Año  | Programa      | Productora       | Resultado |
| ---- | ------------- | ---------------- | --------- |
| 2016 | El hormiguero | 7 y Acción, S.L. | Ganador   |

### Condecoraciones
2013
- Medalla de la Fundación García Cabrerizo
  - Por contribuir a la difusión científica en televisión.[181]